# Evolutionsfaktor
Als Evolutionsfaktor bezeichnet man in der Biologie Prozesse, durch die der Genpool – das ist die Gesamtheit aller Genvariationen in einer Population – verändert wird. Eine Definition des Begriffs ergibt sich durch die Populationsgenetik: Evolutionsfaktoren sind Prozesse, die zu Veränderungen der Allelfrequenzen im Genpool einer Population führen. Nach der Synthetischen Evolutionstheorie sind diese Prozesse Ursache aller evolutionären Veränderungen.
Die wesentlichen Evolutionsfaktoren sind Mutation, Rekombination, Gendrift und Selektion (siehe auch Selektionsdruck).
- Durch Mutationen, spontane Veränderungen der Basensequenzen der DNA, entstehen fortwährend neue Erbanlagen. Findet eine Mutation in einer Zelle statt, aus der später Keimzellen hervorgehen, so wird die veränderte Erbanlage über die befruchtete Eizelle auf die Nachkommen übertragen und verändert damit den Genpool der Population. Die neue Erbanlage führt zu Merkmalsausprägungen, die bisher in der Population nicht vorkamen. Ob es zu einer nachhaltigen Veränderung des Genpools kommt, hängt entscheidend davon ab, wie die Selektion auf die neue Merkmalsausprägung wirkt. Erbanlagen, die zu nachteiligen Merkmalsausprägungen führen, verschwinden wieder aus dem Genpool oder bleiben selten.
- Durch Rekombination, die durch die Meiose bei der Keimzellenbildung und die Kernverschmelzung bei der Befruchtung erfolgt, werden die Erbanlagen der Eltern neu kombiniert, so dass Nachkommen mit individuellen (einzigartigen) Kombinationen von Erbanlagen entstehen. Bei der Rekombination bleiben die relativen Häufigkeiten der Erbanlagen in einer Population unverändert, aber die (insbesondere phänotypische) Variabilität der Individuen in einer Population wird wirksam erhöht. Rekombination findet bei ungeschlechtlicher Fortpflanzung nicht statt.
- Die Selektion ist die natürliche Auslese durch die Umwelt. Voraussetzung für Selektion ist die durch Rekombination und Mutation verursachte Variabilität in einer Population. In allen Populationen werden mehr Nachkommen erzeugt, als sich später fortpflanzen werden. Individuen mit nachteiligen Merkmalsausprägungen bekommen weniger Nachkommen als Individuen mit vorteilhafteren Merkmalsausprägungen. Die Individuen tragen also aufgrund ihrer Merkmale einen unterschiedlichen Beitrag zum Genpool der Folgegeneration bei. Dadurch nehmen die relativen Häufigkeiten der Erbanlagen mit günstigen Merkmalsausprägungen in der Population zu, während die relativen Häufigkeiten der Erbanlagen mit ungünstigen Merkmalsausprägungen abnehmen.
- Unter Gendrift versteht man eine zufallsbedingte Änderung des Genpools. Sie ist in kleinen Populationen wirksamer als in großen. So kann zum Beispiel bei einer Naturkatastrophe oder einer Seuche eine Gruppe von Trägern bestimmter Merkmale plötzlich aussterben. Es breitet sich der überlebende Teil der Population mit etwas anderer genetischer Zusammensetzung aus, beim zufälligen Überleben von Individuen mit nachteiligen Erbanlagen breiten sich sogar diese aus. Ein weiteres Beispiel für Gendrift ist die Besiedlung eines neuen Lebensraums durch eine kleine Gründerpopulation. Die neue Population weist die Häufigkeitsverteilung der Erbanlagen der Gründerpopulation auf, die sich zufallsbedingt von der der Stammpopulation unterscheiden.

Evolutionsfaktoren im weiteren Sinne sind auch
- Migration,
- Genfluss,
- Isolation,
- Horizontaler und Vertikaler Gentransfer und
- Hybridisierung.